# ملعب أومنيسبورتس إدريس محمد أويا
الملعب الوطني يسمى أيضًا ملعب أومنيسبورتس إدريس محمد أويا، هو ملعب متعدد الاستخدام يقع في إنجامينا عاصمة تشاد . غالبا ما يتم استخدامه لمباريات كرة القدم . يسع الملعب لجلوس 30 ألف متفرج . يعتبر الملعب الرسمي الذي يخوض فيه منتخب تشاد مبارياته الدولية .